# Mercè Rubiés Monjonell
Mercè Rubiés Monjonell (El Port de la Selva, 1 d'octubre de 1884 – Barcelona, 24 de setembre de 1971) fou una mestra i escriptora catalana. Era germana d'Anna Rubiés i Monjonell.
Mercè Rubiés va col·laborar estretament amb la seva germana Anna Rubiés, la qual va tenir un important protagonisme com a introductora del mètode Decroly a Catalunya i com a impulsora de nombroses iniciatives a l'ensenyament públic català, als anys vint i trenta del segle xx. Mercè Rubiés també va exercir de mestra i assistí als congressos celebrats a Hèlsinki el 1929 i a Niça el 1932, al costat de la seva germana Anna i altres pedagogs catalans rellevants.
Va escriure diferents obres literàries, especialment poemes i petites proses, i obtingué alguns guardons i premis literaris. Entre els llibres publicats es pot esmentar Fullejant el llibre de la meva vida (poesies, 1947), XXIV estampes de Comunió (1959), i uns Poemes editats conjuntament amb les proses Contalles de la Casa Vella de la seva germana Anna.
Hi ha constància del premi que Mercè Rubiés va instituir en memòria de la seva germana Anna Rubiés Monjonell, als anys seixanta, que consistia en un diploma honorífic i 75.000 pessetes, distribuïdes en deu premis destinats a “recompensar la constancia y fidelidad en el trabajo y la buena conducta familiar de obreras, solteras, en activo o jubiladas, del ramo de la aguja”.
També consta al Fons Especial “Aurora Bertrana de la Universitat de Girona” una dedicatòria en el llibre tramès per Mercè Rubiés a aquella escriptora: “A l'admirada Sra. Bertrana faig ofrena de Tramuntanada com a testimoni d'afecte i dels millors desitjos per l'any vinent de Mercedes Rubiés. Nadal de 1964."